# Alex García (Rennfahrer, 2003)

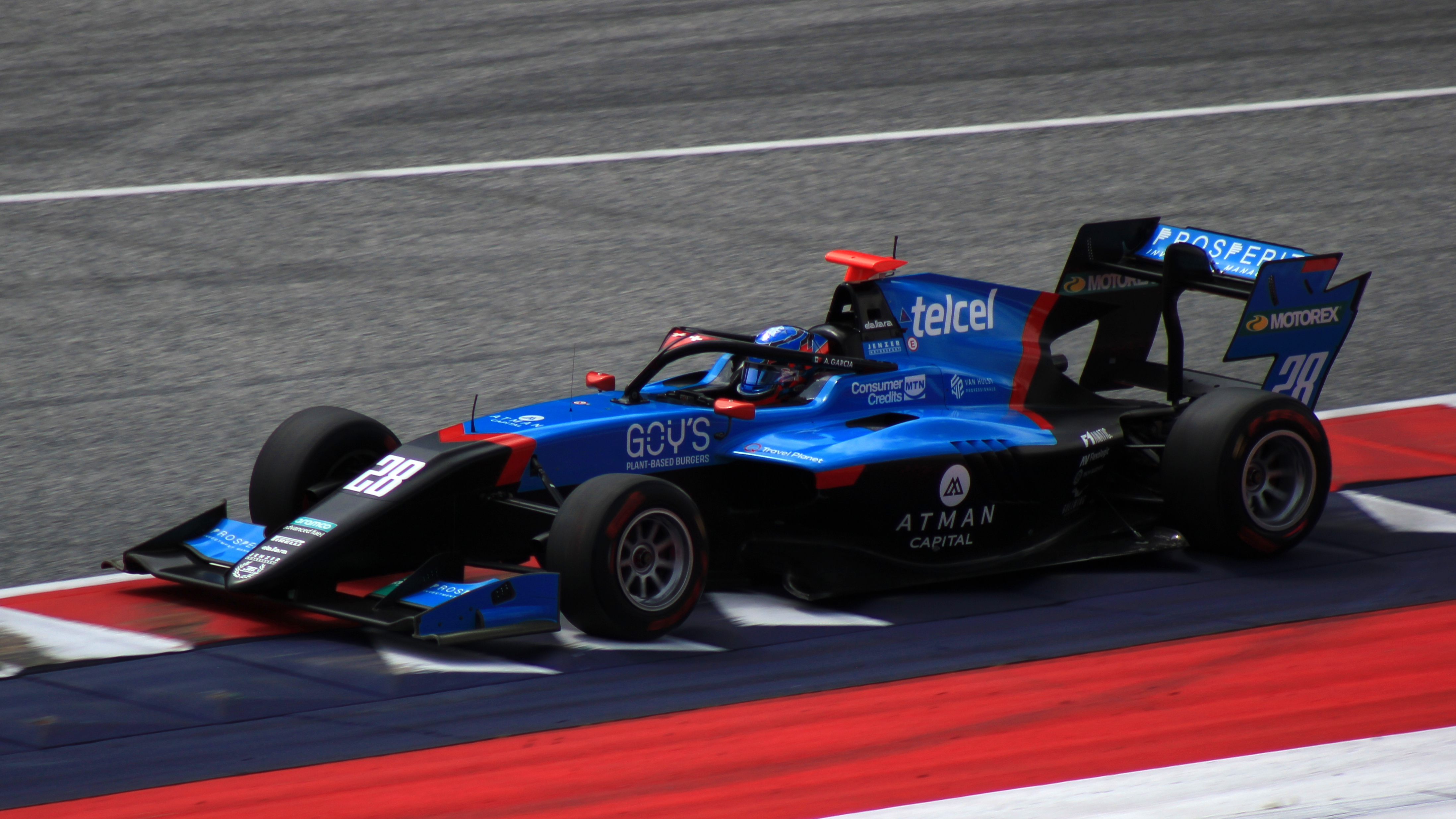
García beim F3-Rennwochende in Spielberg (2023)

Alejandro García González (* 17. Juli 2003 in Mexiko-Stadt, Mexiko) ist ein mexikanischer Rennfahrer.

## Karriere

### Anfänge seiner Karriere
Im Alter von sieben Jahren begann García mit dem Kartsport. García nahm 2018 und 2019 in der nationalen Kart-Meisterschaft teil.

### Ein schwieriges Jahr in der Formel 3
Nach einem Jahr in der Euroformula Open trat García 2022 bei den Tests nach der Saison für Jenzer Motorsport in Jérez an. Am 27. Januar 2023 gab Jenzer bekannt, dass García 2023 für den Schweizer Rennstall in der Formel 3 antreten wird. Seine Debütsaison in der Formel 3 gestaltete sich für García jedoch als schwierig. Bis zum Rennwochenende in Spa-Francorchamps konnte García keinen einzigen Punkt vorweisen. Jedoch konnte er beim Hauptrennen in Spa einen vierten Platz holen, indem sein Team die richtige Entscheidung bei der Reifenstrategie in wechselbaren Bedingungen traf. Diese 12 Punkte in Spa blieben jedoch die einzigen Punkte in dem Jahr für ihn. Er beendete die Saison auf Platz 20 mit 12 Punkten.

## Sonstiges
Alex García, mit bürgerlichen Namen Alejandro García González wurde am 17. Juli 2003 in der mexikanischen Hauptstadt Mexiko-Stadt geboren. Sein Wohnsitz ist in der spanischen Hafenstadt Valencia. Seine Lieblingsstrecken sind Spa-Francorchamps, Spielberg und Monza. Als seine Hobbys gab García Musik und Golf an.
Auf die Frage hin, was sein Traumrennwochenende wäre, antwortete García, dass er sein Traumrennen in seiner Heimatstadt, Mexiko-Stadt fahren würde und als Berühmtheit Kevin Hart einladen würde.